# IC 3109
IC 3109 ist eine Spiralgalaxie vom Hubble-Typ Sc im Sternbild Jungfrau auf der Ekliptik. Sie ist schätzungsweise 571 Millionen Lichtjahre von der Milchstraße entfernt. Unter der Katalogbezeichnung VCC 251 wird sie als Mitglied des Virgo-Galaxienhaufens aufgeführt.

Das Objekt wurde am 7. Mai 1904 von dem Astronomen Royal Harwood Frost entdeckt.